# Мандерштерн
Мандерштерн (нем. von Manderstierna) — дворянский род.

## Происхождение и история рода
Род шведского происхождения, восходящий к XVII в. и внесённый в матрикул дворянства Эстляндской и Лифляндской губ. и в VI ч. род. книги Полтавской губ.
- Мандерштерн, Карл Егорович (1785—1862) — генерал от инфантерии, комендант Петропаловской крепости, член Военного совета, брат А.Е. и Е. Е. Мандерштернов.
- Мандерштерн, Август Егорович — генерал-лейтенант, начальник 21-й пехотной дивизии.
- Мандерштерн, Евгений Егорович (1796—1866) — генерал-лейтенант, комендант Динамюндской крепости, член Генерал-аудиториата.
- Мандерштерн, Александр Карлович (1817—1888) — генерал от инфантерии, начальник 10-й пехотной дивизии, член Александровского комитета о раненых, энтомолог, сын К. Е. Мандерштерна.
- Мандерштерн, Алексей Евгеньевич (1834—1883) — действительный статский советник, предводитель дворянства Полтавской губернии.

## Описание герба
В серебряном поле голубой столб, обремененный тремя золотыми пятиконечными звездами.
Щит увенчан дворянским шлемом с золото-голубым бурелетом с серебряным витком в середине. Нашлемник — золотая пика в столб, между двумя голубыми крыльями, обремененными каждое золотой пятиконечной звездой. Намет голубой, подложенный серебром и золотом в шахматы.